# Castrol

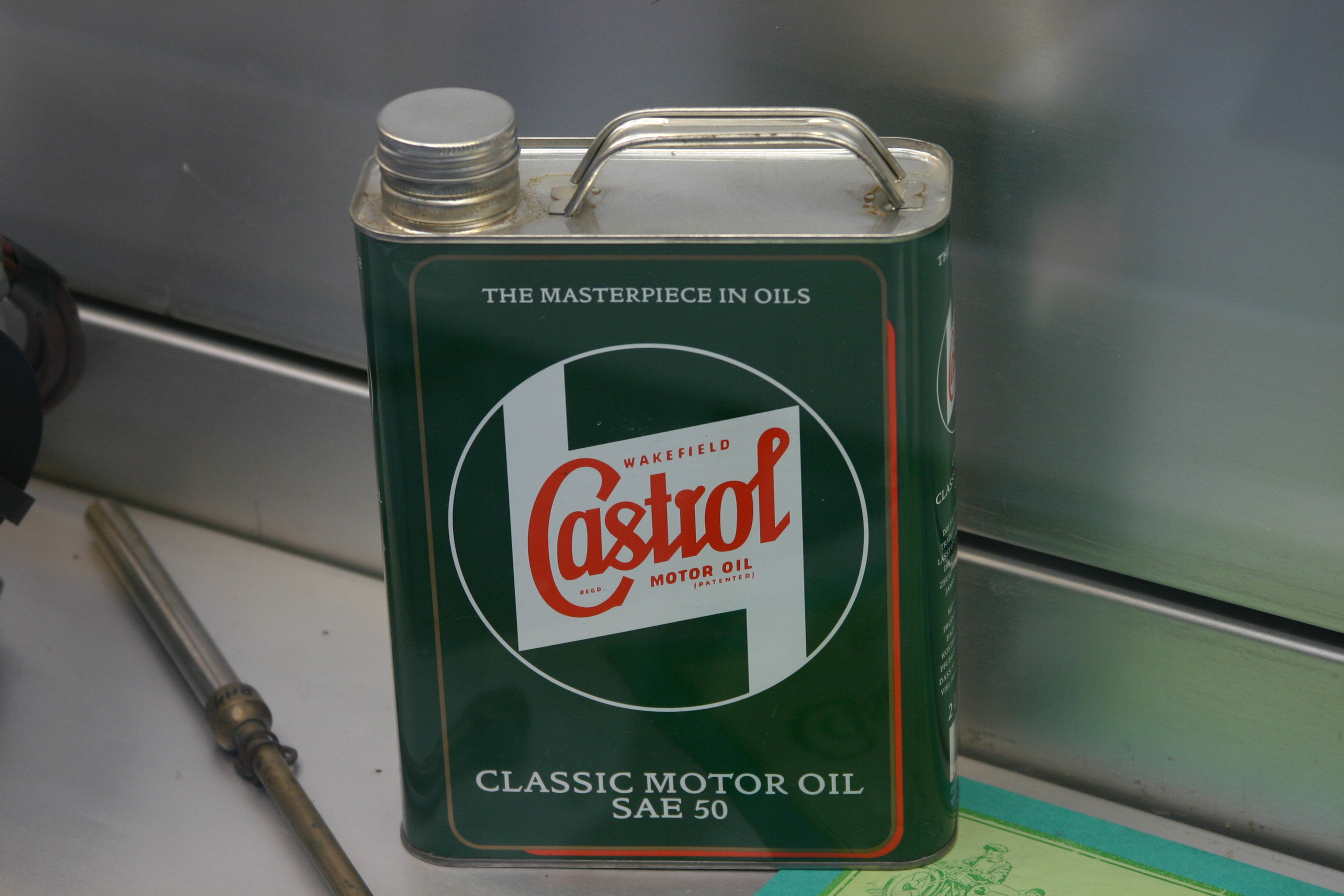
Blik voor 'Castrol classic motor oil'

Castrol is een Brits merk motorolie. Vanaf 1899 werd deze olie geproduceerd door de Wakefield Oil Company. In 1966 werd de bedrijfsnaam Castrol Ltd.. Sinds 2000 is Castrol onderdeel van BP.
De naam Castrol komt van het Engelse castor oil, met de Nederlandse naam wonderolie, een olie uit plantenzaden. Die olie werd door de producenten in kleine hoeveelheden aan de motorolie toegevoegd.